# مصب خليجي

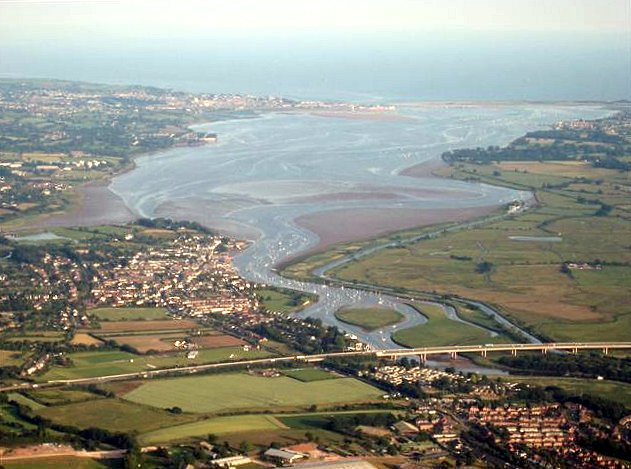
خور نهر أكس

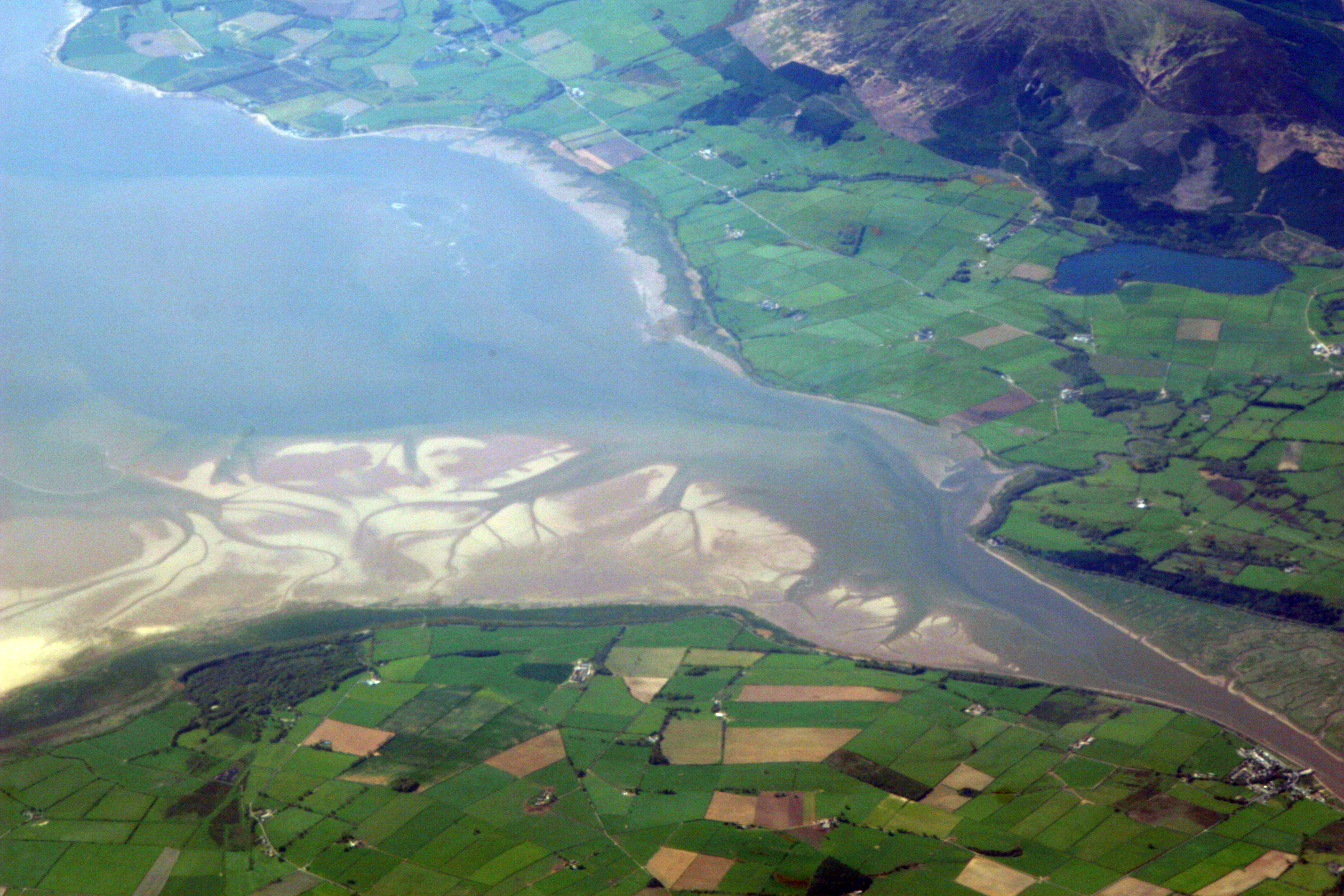
خور نهر نيث

الخَوْر أو المصب الخليجي أو جونة مصب هو مسطح مائي ساحلي يأخذ شكل خليج شبه مغلق، يصب فيه نهر أو مجرى مائي من جهة، ويتصل بالبحر من الجهة الأخرى، تمتزج فيه المياه المالحة بالمياه العذبة.